# Akutaaneq Kreutzmann
Akutaaneq Kreutzmann (* 13. November 1989 in Maniitsoq) ist ein ehemaliger grönländischer Handballnationalspieler.
Akutaaneq Kreutzmann ist der Sohn des Halleninspektors und ehemaligen Handball-, Fußball- und Tischtennisspielers Anthon Kreutzmann. Sein älterer Bruder ist Angutimmarik Kreutzmann (* 1988).
Akutaaneq Kreutzmann begann das Handballspielen in Grönland in seiner Heimatstadt bei Aĸigssiaĸ Maniitsoq. Ab 2006 spielte der Rückraumspieler beim dänischen Klub Silkeborg-Voel KFUM, bei dem er im Jugendbereich aktiv war. Später gehörte er dem Kader des dänischen Erstligisten Bjerringbro-Silkeborg an. Damit Akutaaneq Kreutzmann mehr Spielanteile erhielt und um seine sportliche Entwicklung weiter zu fördern, wurde er 2009 zum Zweitligisten Odder Håndbold transferiert, bei dem auch sein älterer Bruder Angutimmarik unter Vertrag stand. Anschließend kehrte er zu Bjerringbro-Silkeborg zurück. Sein nächster Verein  war der Zweitligist Vejle Håndbold, für den er zwei Spielzeiten auflief. Ab dem Sommer 2013 spielte er beim Erstligisten GOG Håndbold. In der Saison 2016/17 stand er bei Ribe-Esbjerg HH unter Vertrag. Im August 2017 nahm ihn der dänische Erstligist Nordsjælland Håndbold unter Vertrag. Im Sommer 2019 wechselte er zum japanischen Klub Toyoda Gosei. Dort beendete er seine Profikarriere und kehrte 2020 in seine Heimatstadt zurück, um sich wieder Aqissiaq Maniitsoq anzuschließen und Fischer zu werden.
Für die grönländische Nationalmannschaft bestritt Akutaaneq Kreutzmann bis 2014 22 Länderspiele. Bei der Panamerikameisterschaft 2014 gewann er mit 43 Treffern die Torschützenkrone und wurde zusätzlich in das All-Star-Team des Turniers gewählt. Seine letzte Turnierteilnahme war bei der nordamerikanischen und karibischen Meisterschaft 2022, bei der er mit Grönland den zweiten Platz belegte.
Akutaaneq Kreutzmann bereitete im Sommer 2021 in Grönland die grönländische Frauen-Nationalmannschaft auf das Qualifikationsturnier für die Weltmeisterschaft 2021 vor, da der in Dänemark lebende Nationaltrainer Anders Friis aufgrund der geltenden Quarantäneregeln den Vorbereitungslehrgang nicht leiten konnte.